# بوریس نمتسف
بوریس نمتسف (روسی: Борис Ефимович Немцóв؛ ۹ اکتبر ۱۹۵۹ – ۲۷ فوریهٔ ۲۰۱۵) یک سیاست‌مدار، و دانشمند اهل روسیه بود. او در دهه ۱۹۹۰ و همزمان با دوران ریاست جمهوری بوریس یلتسین، از معاونان نخست‌وزیری روسیه بود. با روی کار آمدن ولادیمیر پوتین، به منتقد جدی وی تبدیل شد و در سن ۵۵ سالگی در مسکو در نزدیکی کاخ کرملین به ضرب گلوله افراد ناشناس به قتل رسید. برخی رسانه‌ها معتقدند که احتمالاً دستور قتل وی را شخص ولادیمیر پوتین صادر کرد. او از منتقدان مشهور و صریح پوتین بود..
نمتسف یک هفته قبل از مرگش ابراز نگرانی کرده بود که ممکن است پوتین او را به قتل برساند.
نمتسف منتقد نقش مسکو در بحران اوکراین بود و ساعاتی قبل از مرگش مردم را برای شرکت در تظاهرات ضد دولتی در اعتراض به نقش روسیه در اوکراین دعوت کرده بود.